# Lilongwe (district)
Lilongwe is een district in de centrale regio van Malawi. De hoofdstad van het district is Lilongwe, dat ook de hoofdstad van het land is. Het district heeft een oppervlakte van 6159 km², een inwoneraantal van 1.346.360 en een bevolkingsdichtheid van 218,6 inwoners per km².